# بير سيمبري ألفريدو 2021
بير سيمبري ألفريدو 2021 (بالإيطالية: Per sempre Alfredo 2021)‏ هو سباق دراجات هوائية، وهو الموسم الأول من سباق بير سيمبري ألفريدو، وأقيم في 21 مارس 2021، وامتدّ لمسافة 161.91 كيلومتر، وهو أحد سباقات طواف أوروبا للدراجات 2021، وشارك فيه 140 متسابقاً ووصل إلى نهايته 113 متسابقاً.
فاز بالمركز الأول ماتيو موشيتي، وبالمركز الثاني Mikel Aristi ‏، وبالمركز الثالث Samuele Zambelli ‏.

## الفرق
| فرق عالمية (2)- Team DSM - Trek-Segafredo فرق برو (7)- 2021 أندروني جوكاتولي-سيدرمك ‏ - Bardiani CSF Faizanè - كاجا رورال-سيغوروس 2021 ‏ - فريق إيولو كوميت لركوب الدراجات 2021 ‏ - أوسكالتيل أوسكادي 2021 ‏ - غازبروم روسفيلو 2021 ‏ - 2021 ويلير تريستينا-سيل إيطاليا ‏ فرق قارية (10)- أموري وفيتا - برودير 2021 ‏ - بلترامي تي إس أيه–تري كولي 2021 ‏ - جنرال ستور بوتولي زارديني 2021 ‏ - جيوتي فيكتوريا سافيني ديو 2021 ‏ - Global 6 United ‏ - MG.K vis Colors for Peace ‏ - كولباك-بالان 2021 ‏ - تيم كيوبكا 2021 ‏ - Sam–Vitalcare–Dynatek ‏ - Zalf Euromobil Fior ‏ فريق وطني- فريق إيطاليا لركوب الدراجات للرجال 2021 ‏ |  |
| |  |

## التصنيف العام النهائي
| التصنيف العام         | التصنيف العام       | التصنيف العام | التصنيف العام           | التصنيف العام |
| العداء                | العداء              | البلد         | الفريق                  | الوقت         |
| --------------------- | ------------------- | ------------- | ----------------------- | ------------- |
| 1                     | ماتيو موشيتي        | إيطاليا       | تريك سيغافريدو          | 3 س 48 د 10 ث |
| 2                     | Mikel Aristi ‏       | إسبانيا       | Euskaltel-Euskadi       | + 0 ث         |
| 3                     | Samuele Zambelli ‏   | إيطاليا       | إيطاليا                 | + 0 ث         |
| 4                     | جون ابرستوري        | إسبانيا       | Caja Rural-Seguros RGA  | + 0 ث         |
| 5                     | Luca Colnaghi ‏      | إيطاليا       | إيطاليا                 | + 0 ث         |
| 6                     | Giovanni Lonardi ‏   | إيطاليا       | Bardiani CSF Faizanè    | + 0 ث         |
| 7                     | Stefano Gandin ‏     | إيطاليا       | Zalf Euromobil Fior     | + 0 ث         |
| 8                     | Tommaso Nencini ‏    | إيطاليا       | إيطاليا                 | + 0 ث         |
| 9                     | Natnael Tesfatsion ‏ | إريتريا       | أندروني جوكاتولي-سيدرمك | + 0 ث         |
| 10                    | Marius Mayrhofer ‏   | ألمانيا       | Team DSM                | + 0 ث         |
| مصدر: ProCyclingStats |                     |               |                         |               |

## وصلات خارجية
- الموقع الرسمي
- لمحة عن سباق بير سيمبري ألفريدو 2021 على موقع  ProCyclingStats   (برو  سايكلنج  ستاتس) - إحصاءات  محترفي  الدراجات.
- بير سيمبري ألفريدو 2021 على موقع إحصائيات الدراجات الإحترافية (الإنجليزية)